# توماس ویتسوت
توماس ویتسوت (استونیایی: Toomas Vitsut; ۱ ژانویهٔ ۱۹۶۰) سیاستمدار و نماینده سابق مجلس اهل استونی است.